# Limbi slave de est
Limbile slave de est sau orientale constituie unul dintre cele trei subgrupuri regionale de limbi slave, vorbite în prezent în Europa de Est, Asia de Nord și Caucaz. Este grupul cu cel mai mare număr de vorbitori, depășind cu mult grupurile slave occidentale și sudice. Limbile slavice orientale existente sunt bielorusa, rusa și ucraineana; Ruteana, sau rusina, este considerată fie o limbă separată, fie un dialect al ucraineanului.